# 26851 Сарапул
26851 Сарапул (26851 Sarapul) — астероїд головного поясу, відкритий 30 липня 1992 року.
Тіссеранів параметр щодо Юпітера — 3,277.
Назва за містом Сарапул в Російській Федерації, культурний, економічний та освітянський центр Удмуртської республіки.